# Poubelle (personnage)
Pour les articles homonymes, voir Poubelle (homonymie).
Poubelle, parfois également appelé L'Ordure (Er Monnezza en romanesco), est un personnage de fiction créé en 1976 par le scénariste Dardano Sacchetti et le réalisateur Umberto Lenzi et interprété par Tomás Milián,,.
Avec Nico Giraldi avec lequel il est souvent confondu, le personnage de Poubelle est l'un des deux personnages qui ont fait connaître Tomás Milián en Italie, avec la voix caractéristique que lui prête Ferruccio Amendola.

## Biographie fictive
Il incarne la figure du prolétaire romain, titi en salopette crasseuse et en Adidas blanches, qui gagne son surnom grâce à ses expressions ordurières. Avec son physique à la Che Guevara avec une barbe fournie et des cheveux bouclés, c'est un voleur qui n'aime pas la violence. Il a également comme signe distinctif des yeux maquillés par un ligneur noir.
Poubelle est le surnom de Sergio Marazzi (dans L'exécuteur vous salue bien, il s'appelle Sergio Maraschi). Dans le film Échec au gang, c'est un voleur mécanicien, fils d'un voleur et d'une prostituée. Il a également un frère criminel et vicieux, Vincenzo dit « Le Bossu » qui est imberbe et bossu. Les deux personnages sont joués par Tomás Milián et leur voix italienne est de même Ferruccio Amendola.
Dans L'exécuteur vous salue bien, l'épisode qui fait le plus ressortir les caractéristiques du personnage, Poubelle est le gérant du restaurant La pernacchia avec sa femme, et tient une sorte d'école pour des cambrioleurs potentiels intitulée F.I.G.A. (Federazione Italiana Gratta Antiviolenza).
Le personnage est inspiré de Quinto Gambi (1933-2017), un marchand de poisson que Milián a rencontré un soir de 1966 dans le quartier romain de Trionfale.

## Filmographie
- 1976 : La Mort en sursis (Il trucido e lo sbirro) d'Umberto Lenzi (également titré Le truand sort de sa planque ou Le Clan des pourris)
- 1977 : L'exécuteur vous salue bien (La banda del trucido) de Stelvio Massi
- 1978 : Échec au gang (La banda del gobbo) d'Umberto Lenzi

En 1981, Milian joue un personnage similaire, également appelé Er Monnezza, dans Uno contro l'altro, praticamente amici de Bruno Corbucci. Des personnages ressemblants sont aussi joués par Milian dans Le Fils du cheikh (Il figlio dello sceicco) de Bruno Corbucci en 1978 ou dans Manolesta de Pasquale Festa Campanile en 1981.
En 2005, Carlo Vanzina rend hommage aux personnages du Monnezza et de Nico Giraldi dans le film Il ritorno del Monnezza où l'acteur Claudio Amendola incarne Rocky Giraldi.